# ジョフロワ2世 (ガティネ伯)
ジョフロワ2世（Geoffroy II de Gâtinais, 1000年 - 1043/5年4月30日）は、11世紀のガティネ伯。ユーグ・デュ・ペルシュと妻ベアトリス・ド・マコンの息子。 
母が初婚の夫ガティネ伯ジョフロワ1世との間に産んだ先代のガティネ伯オーブリー1世ル・トル（湾曲伯）（1028年もしくは1030年没）は異父兄に当たり、イェーヴル卿レトーは実弟。
1028年-1030年の間、オーブリー1世の死去によりガティネ伯を継承する。
渾名であるとされる”フェレオル”については12 世紀に遡る年代記『エイモンの後継者』に言及されており、一生を通して呼ばれていたかは定かではない。 
アンジュー伯フルク3世とその妃イルドガルド（上ロレーヌ公女）の娘エルマンガルド＝ブランシュ・ダンジュー と結婚した。  

## 子女
- イルドガルド（1041年 - 1060年頃） - 1050年頃、クルトネー卿ジョスランと結婚した。母エルマンガルド・ダンジューがジョフロワ2世との死別後、再婚先で産んだ妹娘にも、この娘の名を取り同名のイルドガルドと名付けた。ゆえにしばしば同名の異父姉妹で混同される。
- ジョフロワ3世ル・バルビュ（髭伯）（1040年 - 1096/7年） - ガティネ及びアンジュー伯、1068年に実弟フルク4世に謀反を起こされ、廃される。
- フルク4世ル・レシャン（病気質伯）（1043年 - 1109年） - 実兄ジョフロワ3世を退け、アンジュー伯となったため、教会・家臣等から非難された。そのためフランス王からの支持を得て地位を確保すべくフランス王フィリップ1世に賄賂としてガティネ伯領を差し出した。以降、ガティネはフランス王家の所領となった。

ジョフロワ2世フェレオルは1043年から1045年の間の4月30日に死去したとされる。未亡人となった妻エルマンガルドはブルゴーニュ公ロベール1世老公と再婚した。 
次男フルク4世は、プランタジネット王朝の始祖ジョフロワ5世の曽祖父に当たる。